# Mc Hero
Mc Hero (* 15. November 1991 in Zürich, bürgerlich Semir Coralic) ist ein Schweizer Rapkünstler aus Zürich.

## Leben
Als Sohn einer bosnisch-serbischen Einwandererfamilie wuchs er in einfachen Verhältnissen im Zürcher Kreis 4 auf.

## Karriere
Kaum volljährig, veröffentlichte Mc Hero seine ersten, mit der Webcam aufgenommenen Tracks auf YouTube, wofür er nach kurzer Zeit auf positive Resonanz stiess.
2012 begann Mc Hero, seine Musik professionell aufzunehmen. Gemeinsam mit dem Producer Hittek entstanden so eine Reihe an Mixtapes wie «Isch so blibt so», «Einmal Räuber immer Räuber» und die EP «Alles erlaubt». Der Rapper entwickelte sich schnell zu einem bedeutenden Namen im Zürcher Streetrap.
Anfang 2020 wurde Mc Hero vom Musik-Label Sektion Züri unter Vertrag genommen. Sein Debütalbum «Vo was redemer» erschien 2021 und erreichte den zweiten Platz der Schweizer Albumcharts.
Im Jahr 2021 war Mc Hero Teilnehmer der Schweizer-Rapszene-Reality-Show Battle Mansion, produziert von SRF Virus.

## Diskografie

### Alben
| Jahr | Titel                                           | Höchstplatzierung, Gesamtwochen, AuszeichnungChartsChartplatzierungen (Jahr, Titel, Platzierungen, Wochen, Auszeichnungen, Anmerkungen) | Anmerkungen                              |
| Jahr | Titel                                           | CH | Anmerkungen                              |
| ---- | ----------------------------------------------- | --- | ---------------------------------------- |
| 2014 | Isch so blibt so Hittek Entertainment           | — | Erstveröffentlichung: 1. Januar 2014     |
| 2018 | Einmal Räuber immer Räuber Hittek Entertainment | CH43 (1 Wo.)CH | Erstveröffentlichung: 28. September 2018 |
| 2021 | Vo Was Redemer Sektion Züri                     | CH2 (1 Wo.)CH | Erstveröffentlichung: 26. Februar 2021   |
| 2023 | Schön hämmer gredet Sektion Züri                | CH1 (2 Wo.)CH | Erstveröffentlichung: 31. März 2023      |

### EPs
| Jahr | Titel                              | Höchstplatzierung, Gesamtwochen, AuszeichnungChartsChartplatzierungen (Jahr, Titel, Platzierungen, Wochen, Auszeichnungen, Anmerkungen) | Anmerkungen                                      |
| Jahr | Titel                              | CH | Anmerkungen                                      |
| ---- | ---------------------------------- | --- | ------------------------------------------------ |
| 2018 | Alles erlaubt Hittek Entertainment | CH78 (1 Wo.)CH | Erstveröffentlichung: 19. November 2018          |
| 2024 | Dirty South EP Alte Schule Records | CH59 (1 Wo.)CH | Erstveröffentlichung: 12. Dezember 2024 mit Haze |

### Singles
| Jahr | Titel    | Höchstplatzierung, Gesamtwochen, AuszeichnungChartsChartplatzierungen (Jahr, Titel, Platzierungen, Wochen, Auszeichnungen, Anmerkungen) | Anmerkungen                                    |
| Jahr | Titel    | CH | Anmerkungen                                    |
| ---- | -------- | --- | ---------------------------------------------- |
| 2024 | In Not – | CH95 (1 Wo.)CH | Erstveröffentlichung: 23. Februar 2024 mit EAZ |

Weitere Singles
- 2018: 3. Halbziit
- 2019: Ränn (mit Karizhma)
- 2019: Glas id Luft (mit EAZ)
- 2019: Diskutier nöd (mit L Loko, Drini)
- 2020: Verdient (mit Jordan Parat)
- 2020: Hero
- 2020: Immer no de glich (mit Xen)
- 2020: So fly (mit Xen, EAZ)
- 2021: Los eifach (Jordan Parat, Drini, L Loko)
- 2021: Bluetspure (Jordan Parat, Drini, Stress)
- 2021: Poet für die Strass (mit VanNeel)
- 2021: Mindblown (mit Jordan Parat, L Loko)
- 2022: Vapo Remix (mit Mc Joao, Jordan Parat)
- 2022: Swing (mit Jordan Parat, L Loko)
- 2022: Für Immer
- 2022: Jordans dreckig
- 2023: Drunken Homie

Gastbeiträge
- 2020: Im Viertel (Mehdi feat. Drini, L Loko, Mc Hero)
- 2021: Zero Zero Zero (Don Fuego feat. Mc Hero)
- 2021: Too Hard To Die (Mehdi feat. L Loko, Drini, Mc Hero)
- 2021: Ghostbusters (Drini feat. L Loko, Mc Hero)
- 2021: Din Daddy (Jordan Parat, L Loko, Mc Hero feat. Drini)
- 2021: Dope ide Socke (Jordan Parat feat. Mc Hero, Drini)
- 2021: Marry Jane (L Loko feat. Drini, Jordan Parat, Mc Hero, Stress)
- 2021: De Afang (L Loko feat. Drini, Mc Hero, Jordan Parat)
- 2022: A chaque fois (John Darra feat. Mc Hero, Jordan Parat, Drini)
- 2022: Hunger (Alvo03 feat. Pisko, Mc Hero, Drini)
- 2022: Sektion Züri Forever (L Loko feat. Drini, Mc Hero, Jordan Parat)